# Giovanni Battista Giusti
Giovanni Battista Giusti (XVI secolo) è stato un artigiano italiano.

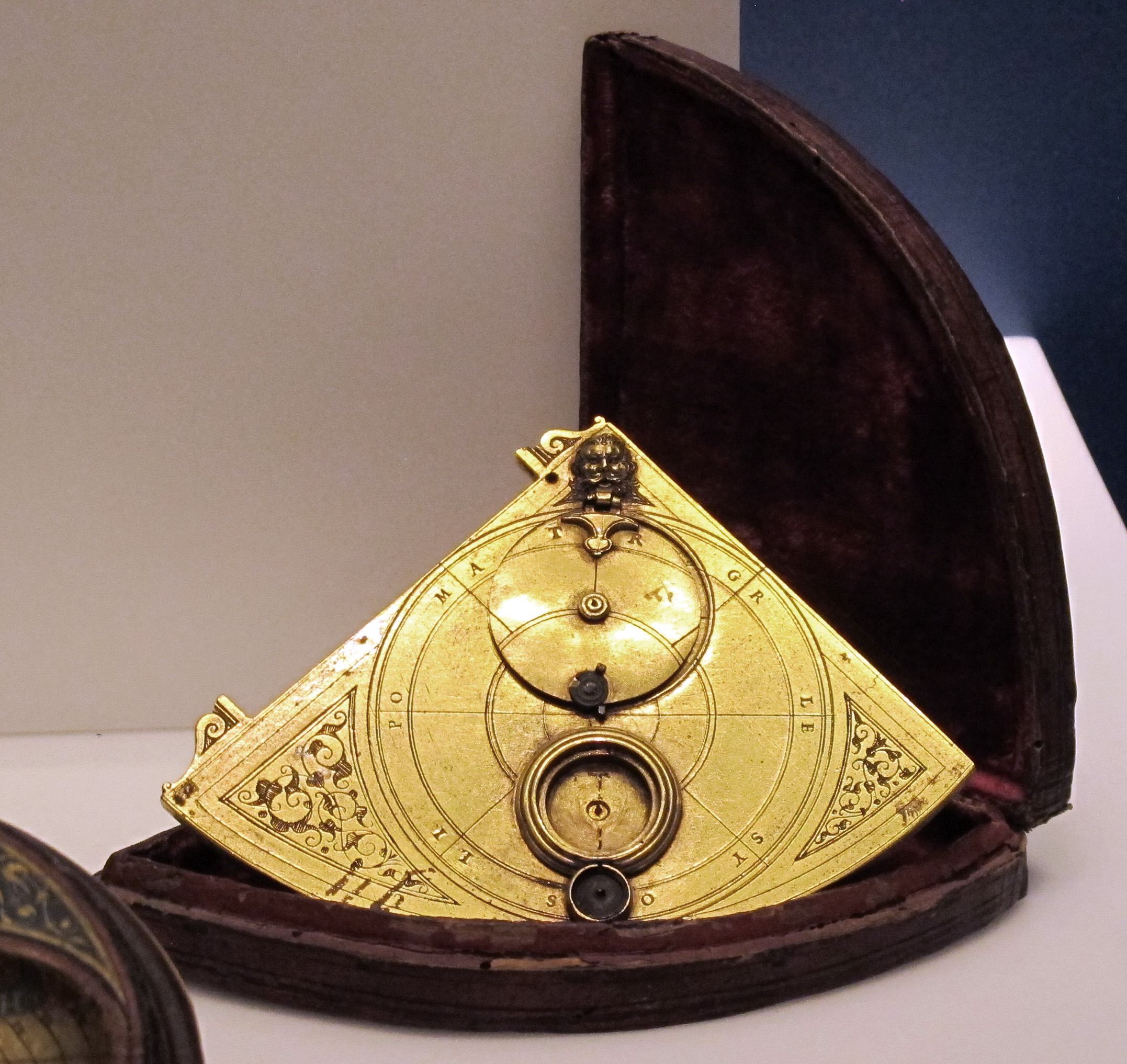
Quadrante orario, 1550-1600 ca, appartenuto a Vincenzo Viviani, firmato da Giusti

Di Giovanni Battista Giusti sappiamo soltanto che operò come costruttore di strumenti scientifici a Firenze, per le botteghe granducali, nella seconda metà del XVI secolo.
Recano la sua firma alcuni quadranti e altre apparecchiature di misura della collezione medicea ora conservati nel Museo Galileo - Istituto e Museo di Storia della Scienza di Firenze.